# Looking for America
Albums de Carla Bley
4x4
(2000) The Lost Chords
(2004)
Looking for America est un album de la pianiste et compositrice de jazz américaine Carla Bley sorti en 2003 chez Watt/ECM.

## À propos de l'album
Dans cet album, Carla Bley se penche avec son ironie habituelle sur « le cœur et l'âme des États-Unis », évoquant sa musique, son humour, sa prétention, son aspect funky, son inventivité, son aveuglement… Elle explique s'être surprise à jouer un passage de l'hymne américain, et a décidé, au lieu de chercher à le chasser, de s'en servir pour sa musique. L'idée lui est venue avant la guerre d'Irak de 2003 et avant les attentats du 11 septembre 2001, elle ne cherche pas à faire un pamphlet anti-américain. Elle précise pourtant : « Il faut bien admettre que je vis dans un pays de cow-boys assez peu développé. L'Amérique que je cherche est précisément celle qui nous semblait acquise et que je ne reconnais plus ».
Bley s'était déjà attaquée à ce matériau patriotique précédemment : elle a ainsi écrit The New National Anthem (A Genuine Tong Funeral de Gary Burton, 1968), Flags pour Escalator over the Hill (1968-1971), ou encore Spangled Banner Minor à la fin des années 1970, à la suite de sa déception face à la politique américaine de l'époque (European Tour 1977).
Le précédent disque de Bley en big band était The Carla Bley Big Band Goes to Church ; ses compositions sont ici portées par un groupe majoritairement américain dans lequel se trouvent deux européens, Andy Sheppard et Wolfgang Puschnig,.

## À propos des morceaux
Quatre morceaux, qui ponctuent l'album, contiennent le mot « Mother » (« mère ») dans le titre, faisant référence à la statue de la Liberté ainsi qu'aux mères du monde entier. Chaque pièce, en forme de miniature délicate, est construite sur un thème simple et douloureux.
La longue suite The National Anthem est une sorte de mise à jour de l'hymne américain, comme s'il était « joué simultanément par Charles Mingus, Sun Ra, Ornette Coleman et Joe Lovano ». Elle contient de nombreuses citations : America the Beautiful, des marches militaires et sportives, des morceaux swing, Dixieland, pop, country, l'hymne canadien…
Fast Lane est un morceau swinguant d'inspiration bebop, écrit à l'origine pour le saxophoniste Christof Lauer (en).
Los Cocineros et Tijuana Traffic interrogent la frontière avec le Mexique. Des passages de ces morceaux évoquent le Tijuana Brass d'Herb Alpert ; on y entend également des rythmes cubains ou mariachis. Los Cocineros évoque plus particulièrement les cuisiniers latinos des restaurants new-yorkais. Le saxophoniste Gary Smulyan ayant travaillé dans ses jeunes années dans une cuisine de restaurant, Bley lui offre un solo sur ce morceau.
L'album se clôt par un arrangement particulièrement bluesy du traditionnel Old MacDonald Had a Farm, écrit à l'origine pour un disque jamais publié, initié par l'épouse de John Scofield, Susan, et compilant des chansons populaires. La structure rythmique, les solos entrelacés, la structure harmonique qui évolue au fur et à mesure du morceau peut évoquer la musique de Stan Kenton.

## Réception critique
La presse accueille chaleureusement l'album (BBC, PopMatters, Manchester Evening News, NPR). C. Michael Bailey (All About Jazz) considère qu'il s'agit d'un des disques les plus importants de l'année : « tous les aspects de ce groupe sont magnifiques, comme toujours dans les disques de Bley ».
Pour Thom Jurek (AllMusic), « Looking for America est un album amusant, innovant et inépuisable d'un des grands génies du jazz moderne ». Pour Tyran Grillo, l'album est « inspiré jusqu'au bout ». Pour Harvey Siders (JazzTimes), « inévitablement, son exploration de l'Amérique prend une teinte sardonique ».
Pour John Fordham (The Guardian), « dans sa façon de systématiquement éviter les courants dominants, de célébrer la créativité collective et d'embrasse la liberté sous toutes ses formes, le travail de Bley habite un monde différent de n'importe quel établissement, qu'il soit américain ou pas. […] Si Carla Bley voulait dire que les gens qui dirigent actuellement l'Amérique n'en comprennent pas les qualités, elle a certainement choisi de bons exemples ».
La presse francophone est également enthousiaste (Le Temps). Pour Christophe Conte (Les Inrockuptibles), Carla Bley met en valeur « un big-band d'une vingtaine d'âmes dont elle est à la fois la muse féline et la dompteuse au piano et à la baguette ».

## Liste des pistes
Toute la musique est composée par Carla Bley.
| No | Titre                                                                                       | Durée |
| -- | ------------------------------------------------------------------------------------------- | ----- |
| 1. | Grand Mother                                                                                | 0:53  |
| 2. | The National Anthem - OG Can UC? - Flags - Whose Broad Stripes? - Anthem - Keep It Spangled | 21:49 |
| 3. | Step Mother                                                                                 | 3:18  |
| 4. | Fast Lane                                                                                   | 5:17  |
| 5. | Los Cocineros                                                                               | 10:57 |
| 6. | Your Mother                                                                                 | 1:41  |
| 7. | Tijuana Traffic                                                                             | 8:05  |
| 8. | God Mother                                                                                  | 1:27  |
| 9. | Old MacDonald Had a Farm (traditionnel arrangé par Carla Bley)                              | 6:15  |

## Personnel
- Carla Bley : piano
- Earl Gardner, Lew Soloff (en), Byron Stripling (en), Giampaolo Casati : trompette
- Robert Routch : cor d'harmonie (pistes 1, 3, 6 et 8)
- James E. Pugh (en), Gary Valente, Dave Bargeron (en) : trombone
- David Taylor : trombone basse
- Lawrence Feldman : saxophone alto, saxophone soprano, flûte
- Wolfgang Puschnig : saxophone alto, flûte
- Andy Sheppard : saxophone ténor
- Gary Smulyan : saxophone baryton
- Karen Mantler : orgue, glockenspiel
- Steve Swallow : guitare basse
- Billy Drummond (en) : batterie
- Don Alias : percussions